# Ixonia (Wisconsin)
Ixonia – miasto w Stanach Zjednoczonych, w stanie Wisconsin, w hrabstwie Jefferson.